# Extended Play (album des Pretenders)
Pour les articles homonymes, voir Extended Play (homonymie).
Albums de The Pretenders
Pretenders
(1980) Pretenders II
(1981)
Extended Play est un EP des Pretenders sorti le 30 mars 1981, uniquement aux États-Unis.
Deux titres (Message of Love et Talk of the Town) seront présents sur l’album suivant, Pretenders II, deux autres (Cuba Slide et Procelain) seront sur la version remastérisée de l'opus précédent, Pretenders, et Precious est un morceau live enregistré lors d'un concert donné le 30 mars 1981 à Central Park, New York.

## Liste des titres
Toutes les chansons sont écrites et composées par Chrissie Hynde, sauf mention contraire.
| 1. | Message of Love  | 3:24 |
| 2. | Talk of the Town | 3:13 |
| 3. | Porcelain        | 3:53 |

| 1. | Cuban Slide | Hynde, James Honeyman-Scott | 4:29 |
| 2. | Precious    |                             | 3:17 |

## Musiciens
- Chrissie Hynde : guitares, chant
- Pete Farndon : basse, chœurs
- James Honeyman Scott : guitares, claviers, chœurs
- Martin Chambers : batterie, chœurs